# 363018 Wenda
363018 Wenda è un asteroide della fascia principale. Scoperto nel 1996, presenta un'orbita caratterizzata da un semiasse maggiore pari a 2,3510596 au e da un'eccentricità di 0,2457331, inclinata di 6,84460° rispetto all'eclittica.